# 新蒙蒂韦尔迪
新蒙蒂韦尔迪是巴西马托格罗索州的一个市镇。总面积6500.166平方公里，总人口8071人，人口密度1.2人/平方公里。